# Walls and Bridges
Walls and Bridges es el quinto álbum de estudio del músico británico John Lennon, publicado por Apple Records el 4 de octubre de 1974. Fue grabado y editado durante su separación de Yoko Ono, el álbum refleja a un Lennon en la mitad de su conocido "Lost Weekend" (que puede traducirse como "fin de semana perdido"), periodo que duraría dieciocho meses.
Walls and Bridges supone el último álbum de Lennon sin la participación de Yoko Ono. Aparentemente, fue intentado en un principio como álbum acústico y de ritmos bajos, al estilo de Bob Dylan, si bien la influencia de Elton John le inspiraría a añadir más instrumentos a la mayoría de los temas (aunque la idea original prevalecería en algunas canciones).

## Historia

### Sesiones de grabación
En el otoño de 1973, después de la publicación de Mind Games, Lennon viajaría con su asistente personal y compañera sentimental May Pang a Los Ángeles para grabar un álbum de versiones junto a Phil Spector. En un momento dado, Spector desaparecería con varias de las cintas originales grabadas, obligando a Lennon a regrabar la mayor parte del álbum en 1974 para posteriormente ser publicado en 1975 bajo el título de Rock 'n' Roll.
John Lennon pasaría la mayor parte de los primeros meses alejado de Yoko con Pang y otros amigos, entre los que figuraban Ringo Starr, Keith Moon y Harry Nilsson. Contribuyó a los álbumes de Starr Ringo y Goodnight Vienna y produjo el álbum de Harry Nilsson Pussy Cats. A mediados de 1974, Lennon comenzaría a preparar material para su nuevo trabajo, trasladándose a Nueva York en junio para ensayar y grabar con un reducido número de músicos, incluyendo a su amigo Jim Keltner en la batería y a Jesse Ed Davis en la guitarra.
Producido nuevamente de forma individual, sin la participación de Spector, Walls and Bridges hace uso de un sonido más optimista que en Mind Games, si bien algunas de las letras dejan claro que a pesar de su libertad, Lennon echaba de menos a Ono. "Going Down On Love", "What You Got", "Bless You" y "Nobody Loves You (When You're Down and Out)" suponen un testamento de la nostalgia vivida por Lennon durante este periodo.
El álbum recoge dos canciones destacadas en su carrera musical: "Whatever Gets You Thru The Night" y "#9 Dream". La primera, en la que Elton John participa en el piano y en los coros, alcanzaría el puesto #1 en las listas de singles estadounidenses la misma semana en que Walls and Bridges se alzaría hasta lo más alto de las listas de LP. Tras perder una apuesta en la que ambos músicos discutieron sobre el potencial comercial del sencillo, Lennon daría su primera aparición pública en mucho tiempo el 28 de noviembre, en el Madison Square Garden, interpretando el tema en cuestión junto a Elton John. De forma adicional, se interpretaron dos temas de The Beatles, 
I Saw Her Standing There  y  Lucy in the Sky with Diamonds para un público entre el cual figuraba Yoko Ono, quien se reuniría con Lennon entre bastidores.
Durante una de sus esporádicas visitas a Estados Unidos para ver a su padre, su hijo de once años Julian Lennon ayudaría a John a grabar una versión del tema "Ya Ya", que aparecería al final de Walls and Bridges.

### Diseño
Para la portada del álbum fueron usados dibujos de John cuando era niño. Aparece representada la final de la FA Cup de 1952 entre los clubes Newcastle United y Arsenal, cuando el chileno Jorge Robledo anota el gol del partido, cerca del galés Walley Barnes, y los ingleses George Swindin y Jackie Milburn.

### Resultados
Además del número 1 en Estados Unidos, Walls and Bridges supuso un nuevo éxito en el Reino Unido, donde se alzó hasta el puesto #6. Al igual que Mind Games, Walls and Bridges queda eclipsado en la carrera musical de Lennon por álbumes como John Lennon/Plastic Ono Band e Imagine, aunque permanece como uno de sus mejores trabajos para muchos devotos. Entre ellos, el propio Elton John llegó a calificar Walls and Bridges como el mejor álbum en solitario de un Beatle.
Walls and Bridges sería remezclado y reeditado en noviembre de 2005, con una portada alternativa que retendría la firma y el título escrito al álbum y que mostraría una de las fotografías hechas por Bob Gruen, a diferencia del dibujo infantil de la tapa original. Los temas adicionales incluidos en la reedición son "Whatever Gets You Thru The Night", en directo junto a Elton John, y una versión acústica de "Nobody Loves You (When You're Down and Out)", así como una entrevista promocional de Lennon.

## Lista de canciones
Todas las canciones escritas, compuestas, arregladas y producidas por John Lennon, excepto donde se anota.
| Lado Uno | |          |  |
| N.º      | Título | Duración |  |
| 1.       | «Going Down on Love» | 3:54     |  |
| 2.       | «Whatever Gets You Thru the Night»                                                                                              | 3:28     |  |
| 3.       | «Old Dirt Road (letra y música de John Lennon/Harry Nilsson)» (Nilsson grabaría una versión del tema para el álbum Flash Harry) | 4:11     |  |
| 4.       | «What You Got» | 3:09     |  |
| 5.       | «Bless You» | 4:38     |  |
| 6.       | «Scared» | 4:36     |  |

| Lado B | |          |  |
| N.º    | Título | Duración |  |
| 1.     | «#9 Dream» | 4:47     |  |
| 2.     | «Surprise, Surprise (Sweet Bird of Paradox)»                                                                      | 2:55     |  |
| 3.     | «Steel and Glass»                                                                                                 | 4:37     |  |
| 4.     | «Beef Jerky» (Único tema instrumental de un álbum de John Lennon)                                                 | 3:26     |  |
| 5.     | «Nobody Loves You (When You're Down and Out)»                                                                     | 5:08     |  |
| 6.     | «Ya Ya (letra y música de Dorsey/Lewis/Robinson)» (Incluye al hijo de once años de Lennon, Julian, en la batería) | 1:06     |  |

| Temas extra |                                                                     |          |  |
| N.º         | Título                                                              | Duración |  |
| 7.          | «Whatever Gets You Thru The Night» (En directo con Elton John)      | 4:23     |  |
| 8.          | «Nobody Loves You (When You're Down and Out)» (Versión alternativa) | 5:07     |  |
| 9.          | «John Interview (by Bob Mercer)»                                    | 3:47     |  |

## Intérpretes
- John Lennon: voz principal, armonías y coros; guitarras; piano, silbido, percusión y efectos de sonido.
- Ken Asher: piano eléctrico, órgano.
- Klaus Voormann: bajo.
- Arthur Jenkins: congas y percusión.
- Jim Keltner: batería y percusión.
- Jesse Ed Davis: guitarra solista y acústica.
- Eddie Motau: guitarras rítmica y acústica.
- Nicky Hopkins: piano.

Con:
- The Little Big Horns: metales, arreglado y dirigido por Bobby Keys y John Lennon.
- La Orquesta Filarmónica de New York: orquestada y dirigida por Ken Asher y John Lennon.
- Trío de voces femeninas: coros.

### Invitados especiales
- Julian Lennon: batería (debut de Julian en la canción "Ya-Ya")
- Harry Nilsson: coros.
- Elton John: piano, órgano, armonías y coros.